# Gui d'Ussel

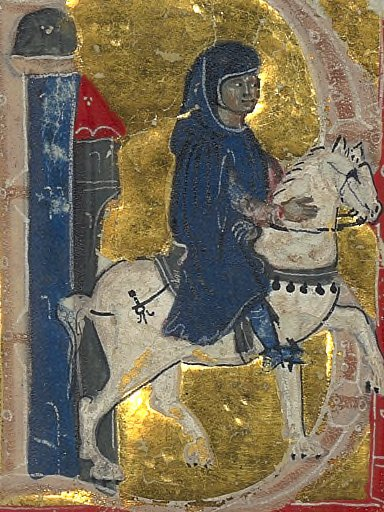
Cantar Gui duisel, cancionero provenzal manuscrito del

Gui d'Ussel fue un caballero y uno de cuatro trovadores de Ussel en Correze junto a sus hermanos Ebles y Pèire, y su primo Elias. Algunos de sus textos han sobrevivido. Murió poco antes de 1225.
Fue canónigo de Brioude y Montferrand, aunque no se ha encontrado algún documento que lo atestigue. Sólo se sabe que Eblo Usseli y su hermano Guido realizaron una donación de tierras en 1195 a la Abadía Notre-Dame de Bonnaigue. Compuso varias canciones cortesanas en honor de Margarita de Aubusson, esposa de Rainaud VI Aubusson, de Maria de Ventadorn, la condesa de Montferrand, y Gidas de Mondas, sobrina de Guillermo VIII de Montpellier y primo de la Reina de Aragón María de Montpellier.
Actualmente se conservan ocho canciones, de las que cuatro retuvieron su melodía, tres pastourelle y nueve tensones, que fueron reproducidas por el trovador italiano Ferrarino Trogni da Ferrara en su antología de la poesía lírica occitana en 1254.